# OfficeRiders
OfficeRiders est une startup française créée en 2015 qui a pour but de permettre aux professionnels et entreprises de profiter d’espaces  sous-utilisés. Cet « Airbnb de l’espace de travail » inscrit ses activités commerciales dans une logique de mobilité et de nomadisme,,.

## Concept
OfficeRiders est une marketplace collaborative en ligne. Des particuliers ou des professionnels mettent à disposition des professionnels , leur espaces de façon ponctuelle. Elle compte quatre types de location : la réunion, l’événement, la production et enfin le cotravail.